# 龍星里
24°51′44″N 121°13′03″E / 24.8622945°N 121.2175622°E
龍星里是臺灣桃園市龍潭區的一個里，屬於龍潭市區的一部分。本里劃有36個鄰，總人口5,459人。龍星里曾為龍潭區公所駐地，但目前已遷出本里。

## 教育

### 高級中等學校
- 桃園市立龍潭高級中等學校

### 國民小學
- 桃園市龍潭區龍星國民小學 （页面存档备份，存于）
- 桃園市龍潭區龍潭國民小學 （页面存档备份，存于）（部分）